# الکساندر تسکالو
الکساندر تسکالو (روسی: Александр Евгеньевич Цекало؛ زادهٔ ۲۲ مارس ۱۹۶۱) بازیگر، خواننده، آهنگساز، مجری، کارگردان، فیلم‌نامه‌نویس، تهیه‌کننده فیلم، رستوران‌دار، روزنامه‌نگار، شومن، تهیه‌کننده تلویزیونی، مجری تلویزیون، سردبیر، و گیتارنواز اهل اتحاد جماهیر شوروی سوسیالیستی است.
وی همچنین برندهٔ جوایزی همچون جایزه عقاب طلایی شده‌است.